# Eurychoria albicosta
Eurychoria albicosta är en fjärilsart som beskrevs av James John Joicey och Talbot 1917. Eurychoria albicosta ingår i släktet Eurychoria och familjen mätare. Inga underarter finns listade i Catalogue of Life.